# Sistema de amortização constante
O sistema de amortização constante (SAC) é uma forma de amortização de um empréstimo por prestações que incluem os juros, amortizando assim partes iguais do valor total do empréstimo.

## Funcionamento
Neste sistema o saldo devedor é reembolsado em valores de amortização iguais. Desta forma, no sistema SAC o valor das prestações é decrescente, já que os juros diminuem a cada prestação. O valor da amortização é calculado, dividindo-se o valor do principal pelo número de períodos de pagamento, ou seja, de parcelas. Por sua vez, os juros são calculados sobre o saldo devedor, multiplicando-se a taxa pelo saldo. Finalmente, a soma da amortização e dos juros resultam no valor da parcela.
O SAC é um dos tipos de sistema de amortização utilizados em financiamentos imobiliários. A principal característica do SAC é que ele amortiza um percentual fixo do valor principal (emissão), desde o início do financiamento. Esse percentual de amortização é sempre o mesmo, o que faz com que a parcela de amortização da dívida seja maior no início do financiamento, fazendo com que o saldo devedor caia mais rapidamente do que em outros mecanismos de amortização.
As parcelas no método SAC têm valores diferentes a cada mês, são decrescentes. Por isso o sistema PRICE, com valores de parcelas iguais, é mais usado para aplicações que requerem mais previsibilidade nas parcelas, como aposentadorias e pensões.

## Cálculo
O SAC usa Amortizações constantes. Todas as parcelas de Amortização (A) são iguais. Os juros são compostos e aplicados sobre o saldo devedor. Para calcular o valor das parcelas de um empréstimo, temos que descobrir o valor da amortização e, em seguida, calcular os juros sobre os saldos devedores. O valor das parcelas de cada mês é a soma da amortização com os juros daquele mês. Como o valor dos juros é decrescente, cada parcela é diferente no SAC e as parcelas são decrescentes.
Tomemos como exemplo um empréstimo de R$ 1 000,00 com taxa de juros de 3% ao mês a ser pago em 4 parcelas mensais. Para calcular o valor da parcela, começamos calculando o valor da amortização, que é constante, então:
{\displaystyle A={\frac {PV}{n}}}
Os juros são aplicados sobre o saldo devedor (SD), sendo seu valor:
{\displaystyle J=SD*i}
A parcela mensal (pmt), por sua vez é a soma da Amortização (A) com os Juros (J):
{\displaystyle pmt=A+J}
Aplicando essas fórmulas, temos a seguinte evolução do saldo devedor para o exemplo acima:
| Período {\displaystyle n} | Saldo Devedor {\displaystyle PV} - A | Parcela {\displaystyle pmt} | Juros {\displaystyle (PV-A)*i} | Amortização (A) {\displaystyle PV/n} |
| ------------------------- | ------------------------------------ | --------------------------- | ------------------------------ | ------------------------------------ |
| 0                         | R$ 1.000,00                          |                             |                                |                                      |
| 1                         | R$ 750,00                            | R$ 280,00                   | R$ 30,00                       | R$ 250,00                            |
| 2                         | R$ 500,00                            | R$ 272,50                   | R$ 22,50                       | R$ 250,00                            |
| 3                         | R$ 250,00                            | R$ 265,00                   | R$ 15,00                       | R$ 250,00                            |
| 4                         | 0,00                                 | R$ 257,50                   | R$ 7,50                        | R$ 250,00                            |

Note que todos os valores de Amortização (A) são iguais, conforme o nome do método: "amortizações constantes".

##### Legenda
- SD - saldo devedor
- i - taxa de juros
- J - valor do juros
- n - número de parcelas
- pmt - valor da parcela
- A - amortização